# Dār al-ḥarb
Secondo la giurisprudenza (ma non la teologia) islamica, la dār al-ḥarb, (in arabo دار الحرب ‎?, alla lettera “dimora della guerra”) è il territorio esterno alla dār al-Islām, abitato da non musulmani, che sono chiamati tecnicamente ḥarbī. L
Questi sono divisi in diverse categorie:
- kāfir, politeisti (mushrik) o apostati (murtadd);
- kitābī, se appartenenti a una delle religioni monoteistiche (ahl al-Kitāb).

Nella dār al-ḥarb, i dhimmī (cristiani, ebrei, zoroastriani e fedeli di qualche altra religione, come i Sabei e occasionalmente gli induisti), normalmente residenti in terra d'Islam a seguito di un patto detto dhimma, non godono più della protezione e della libertà di culto (derivanti dalla dhimma) di cui beneficiano nella dār al-Islām.